# Gianluca Forcolin
Gianluca Forcolin (San Donà di Piave, 28 agosto 1968) è un politico italiano. Dal 13 gennaio 2024 è Coordinatore Provinciale di Venezia del partito Forza Italia succedendo a Michele Celeghin.

## Biografia

### Attività politica
Ha svolto la sua carriera politica prevalentemente nel comune di origine, Musile di Piave, e sempre tra le file della Lega Nord. Con le amministrative del 1993 entra in giunta come assessore e vicesindaco, ruoli confermati anche dopo le amministrative del 1995. Passato all'opposizione nelle due legislature successive, alle amministrative del 2007 è stato eletto sindaco, ed è stato riconfermato alle amministrative del 2012, dovendo poi lasciare la carica nel 2015, a seguito dell'elezione in consiglio regionale.
Alle elezioni politiche del 2008 viene eletto alla Camera dei deputati, per la Lega Nord nella circoscrizione Veneto 2.
Alle elezioni regionali del Veneto del 2015 si candida, per la provincia di Venezia, al ruolo di consigliere regionale per la lista Lega Nord-Liga Veneta a sostegno del candidato leghista Luca Zaia, e viene eletto, ottenendo 3951 preferenze, risultando il candidato più votato nella provincia.
Il 29 giugno 2015 viene nominato dal presidente Zaia Vicepresidente della Regione Veneto e assessore al bilancio. Riceve anche le deleghe a partecipazioni societarie, risorse umane, affari generali, demanio e patrimonio, sistema Informatico ed e-government, semplificazione amministrativa, trasparenza, anticorruzione, affari legali e contenzioso, rapporti con gli enti locali, riordino funzioni di competenza regionale e funzioni metropolitane.
Si è dimesso da vicepresidente della Regione il 13 agosto 2020, un mese prima delle elezioni regionali venete, dopo aver annunciato che lui e il suo ufficio di commercialista aveva chiesto il bonus fiscale relativo alla crisi del COVID-19, una mossa giudicata impopolare dall'opinione pubblica e dallo stesso presidente Zaia; Forcolin ha anche rinunciato a candidarsi per la rielezione.